# Sinéad O'Connor
Sinéad Marie Bernadette O'Connor (IPA: [ʃɪˈneɪd oʊˈkɒnə(r)]; Dublino, 8 dicembre 1966 – Londra, 26 luglio 2023) è stata una cantautrice irlandese. Nel 2017 cambiò il suo nome all'anagrafe in Magda Davitt e, dopo la conversione all'Islam nel 2018, in Shuhada' Sadaqat.

## Biografia

### Esordi
Nata a Dublino da famiglia numerosa (suo fratello Joseph O'Connor è uno scrittore di successo), Sinéad incomiciò a suonare la chitarra e a scrivere canzoni mentre ancora frequentava la scuola. All'età di 14 anni si unì al gruppo In Tua Nua col quale esordì come autrice nel brano Take My Hand che diventò un successo nel 1984. Seguì la collaborazione con il gruppo Ton Ton Macoute, che le valse un contratto discografico con l'etichetta indipendente Ensign Records.

### Il successo
Nel 1985 Sinéad si trasferì a Londra per lavorare al suo primo album da solista The Lion and the Cobra, da lei stessa scritto e prodotto, che fu pubblicato due anni dopo. Immediato successo di pubblico e critica, il disco ospitò anche una giovane Enya che nel brano Never Get Old recitò in gaelico alcuni passi della Bibbia. Sull'onda del successo dell'album, Sinéad intraprese un tour attraverso l'Europa e gli Stati Uniti. Il concerto tenuto al Dominion Theatre di Londra nel giugno 1988 fu ripreso dal regista John Maybury e l'anno seguente pubblicato con il titolo The Value of Ignorance. Il 1989 vide inoltre l'esordio di Sinéad come attrice nel film Hush-a-Bye Baby.
Il suo maggior successo musicale fu il singolo Nothing Compares 2 U, incluso nell'album I Do Not Want What I Haven't Got del 1990. Il brano raggiunse i vertici delle classifiche mondiali e venne eletto da Billboard singolo di maggiore successo a livello mondiale dell'anno. Prince aveva scritto il brano nel 1985 e l'aveva affidato al gruppo The Family, ma l'unico loro album contenente la canzone si era rivelato un totale insuccesso. Il brano era perciò destinato a rimanere sconosciuto, non fosse stato per l'interpretazione di Sinéad O'Connor. I Do Not Want What I Haven't Got ottenne un ragguardevole successo, trainato anche dai singoli successivi The Emperor's New Clothes e Three Babies e vendette sette milioni di copie in tutto il mondo.
Sulla scia della popolarità, Sinéad prese parte al concerto The Wall - Live in Berlin organizzato da Roger Waters a Berlino il 21 luglio 1990, interpretando il brano Mother insieme a The Band. Tra il 1990 e il 1991 ebbe una relazione con Anthony Kiedis, cantante dei Red Hot Chili Peppers, il quale le dedicò la canzone I Could Have Lied contenuta nell'album Blood Sugar Sex Magik.
Nel 1992 la cantante pubblicò il terzo album Am I Not Your Girl?, composto da una serie di omaggi a celebri standard jazz che abbracciavano circa sessant'anni di storia della canzone, compreso il singolo Success Has Made a Failure of Our Home, da lei parzialmente rivisitato.

### Le polemiche, la crisi personale e il ritorno
Dopo che Sinéad, nel 1992, ebbe manifestato l'intenzione di non esibirsi in New Jersey qualora fosse stato eseguito l'inno nazionale degli Stati Uniti d'America, Frank Sinatra dichiarò che l'avrebbe volentieri «presa a calci nel sedere». L'8 ottobre dello stesso anno, cantando il brano War di Bob Marley nel programma televisivo Saturday Night Live della NBC, Sinéad cambiò alcune frasi dell'ultima strofa, facendo esplicito riferimento alla pedofilia di cui erano stati accusati membri della Chiesa cattolica negli Stati Uniti e al termine dell'esibizione strappò davanti alla telecamera una foto di Papa Giovanni Paolo II dicendo: Fight the real enemy! («Combattete il vero nemico!»). Il 16 ottobre, quando la cantante salì sul palco del Madison Square Garden in occasione del concerto dedicato ai trent'anni di carriera di Bob Dylan, il pubblico cominciò in parte a fischiarla e insultarla a causa del suo gesto di pochi giorni prima. Sinéad dapprima attese in silenzio che il pubblico si placasse, quindi perse le staffe, fece segno di non avere alcuna intenzione di cantare e incominciò a recitare proprio il testo della canzone di Marley da lei interpretata al SNL. Subito dopo, lasciò il palco davanti a un pubblico ammutolito, accolta da un abbraccio solidale di Kris Kristofferson.
L'album del 1994 Universal Mother non ottenne particolari consensi, e anche gli album successivi non sarebbero arrivati a toccare il picco di popolarità dei primi, anche per via del diradarsi delle apparizioni pubbliche della cantante e alla scarsa promozione dei suoi lavori. Alla fine degli anni novanta la cantante fu ordinata sacerdote da un movimento cattolico indipendente, assumendo il nome di Madre Bernadette Mary e annunciando l'intenzione di abbandonare l'industria discografica entro il 2003. Pur continuando a esibirsi dal vivo, in una intervista concessa al periodico Interview nel 2005 Sinéad dichiarò che la sua missione era «salvare Dio dalla religione». Il 27 dicembre 2011 la cantante divorziò dal marito Barry Herridge che aveva sposato a Las Vegas appena diciotto giorni prima.
Il 5 marzo 2012 l'artista pubblicò l'album How About I Be Me (And You Be You)? che nella versione deluxe include una cover di Song to the Siren di Tim Buckley. Il successivo 23 aprile annunciò l'annullamento di tutte le date del suo tour a causa di un disturbo bipolare, salvo poi cambiare idea. Il 2 luglio 2013, in concerto presso Villa Arconati a Castellazzo di Bollate, la cantante eseguì a cappella la canzone I Am Stretched on Your Grave che dedicò a papa Giovanni Paolo I. Poco prima del concerto aveva ricevuto il direttore del Museo dei Papi di Padova Ivan Marsura, che le aveva portato in dono un ritaglio dell'abito di quel papa.
Il 26 agosto 2014 uscì l'album I'm Not Bossy, I'm the Boss, ultimo lavoro della cantante irlandese, che ricevette buoni plausi dalla critica e che raccoglieva, secondo lo stile dell'artista, ballate dolenti accanto a pezzi rock. Il mese successivo partì il suo tour mondiale: prima data a Terni il 20 settembre davanti a oltre 5 000 persone, a seguire Amsterdam, Bruxelles, Toronto, Chicago e New York. Il 16 marzo 2015 Sinéad sulla sua pagina Facebook dichiarò che non avrebbe più eseguito dal vivo il brano Nothing Compares 2 U che non sentiva più suo. Il 29 novembre 2015 dalla stessa pagina dichiarò:
La dichiarazione allertò le autorità irlandesi che poi rassicurarono il pubblico sulle sue condizioni di salute. L'8 agosto 2017 la cantante pubblicò un video di 11 minuti nel quale fra l'altro dichiarava:
Il 19 ottobre 2018 annunciò pubblicamente di essersi convertita all'Islam adottando il nome di Shuhada' Sadaqat ma mantenne il nome di battesimo per i propri impegni professionali.

### Ultimi anni e morte
Nel 2021 uscì la sua autobiografia dal titolo: Rememberings. Il 7 gennaio 2022 il figlio Shane di soli 17 anni, avuto da una relazione col cantante folk Donal Lunny, venne ritrovato morto. Fu la stessa cantante a darne annuncio sul suo profilo Twitter. Shane aveva fatto perdere le proprie tracce due giorni prima, dopo essere fuggito da un centro psichiatrico dove era ricoverato per aver manifestato tendenze suicide.
Sinéad O'Connor venne trovata senza vita nel suo appartamento londinese di Herne Hill il 26 luglio 2023, all'età di 56 anni. Fu la famiglia a diffondere la notizia affidando un comunicato a The Irish Times e senza specificare le cause del decesso. La polizia di Londra affermò di non ritenere «sospette» le circostanze della morte e il medico legale dichiarò che l'esatta data del decesso era ancora da stabilire con esattezza. Le spoglie furono restituite alla famiglia il 4 agosto; contestualmente John Thompson, funzionario della corte distrettuale di Inner South London, dichiarò che gli esiti dell'autopsia avrebbero potuto richiedere «alcune settimane» e che sarebbero stati resi pubblici solo in caso di effettiva apertura di un'indagine.
I funerali di Sinéad O'Connor si tennero l'8 agosto 2023 a Bray nella Contea di Wicklow – dove la cantante aveva vissuto per quindici anni – alla presenza fra gli altri del presidente irlandese Michael D. Higgins, di sua moglie e di Bob Geldof, amico di lunga data di Sinéad; le esequie si tennero in forma privata ma, su espresso invito della famiglia O'Connor, migliaia di persone resero omaggio al corteo funebre mentre attraversava il lungomare della cittadina, diretto al luogo della funzione.
Il 9 gennaio 2024 le autorità britanniche comunicarono ufficialmente che la morte di Sinéad O'Connor era avvenuta per cause naturali e nel luglio seguente, a un anno dalla scomparsa della cantante, fu reso noto anche che il certificato di morte le attribuiva una broncopneumopatia cronica ostruttiva le cui complicazioni avrebbero appunto causato il decesso.

## Discografia

### Album in studio
- 1987 – The Lion and the Cobra
- 1990 – I Do Not Want What I Haven't Got
- 1992 – Am I Not Your Girl?
- 1994 – Universal Mother
- 2000 – Faith and Courage
- 2002 – Sean-Nós Nua
- 2005 – Throw Down Your Arms
- 2007 – Theology
- 2012 – How About I Be Me (And You Be You)?
- 2014 – I'm Not Bossy, I'm the Boss

### EP
- 1997 – Gospel Oak

### Raccolte
- 1997 – So Far... The Best of Sinéad O'Connor
- 2003 – She Who Dwells in the Secret Place of the Most High Shall Abide Under the Shadow of the Almighty
- 2005 – Collaborations

## Videografia
- 1989 – The Value of Ignorance (Dominion Theatre, London 1988) - [VHS/Laserdisc]
- 1991 – The Year of the Horse (Ahoy Sport Palais, Rotterdam 1990) - [VHS/Laserdisc]
- 2003 – Goodnight, Thank You, You've Been a Lovely Audience (Vicar Street, Dublin 2002) - [DVD]
- 2003 – Live! (The Value of Ignorance + The Year of the Horse) - [DVD]